# Bjorn Vandewege

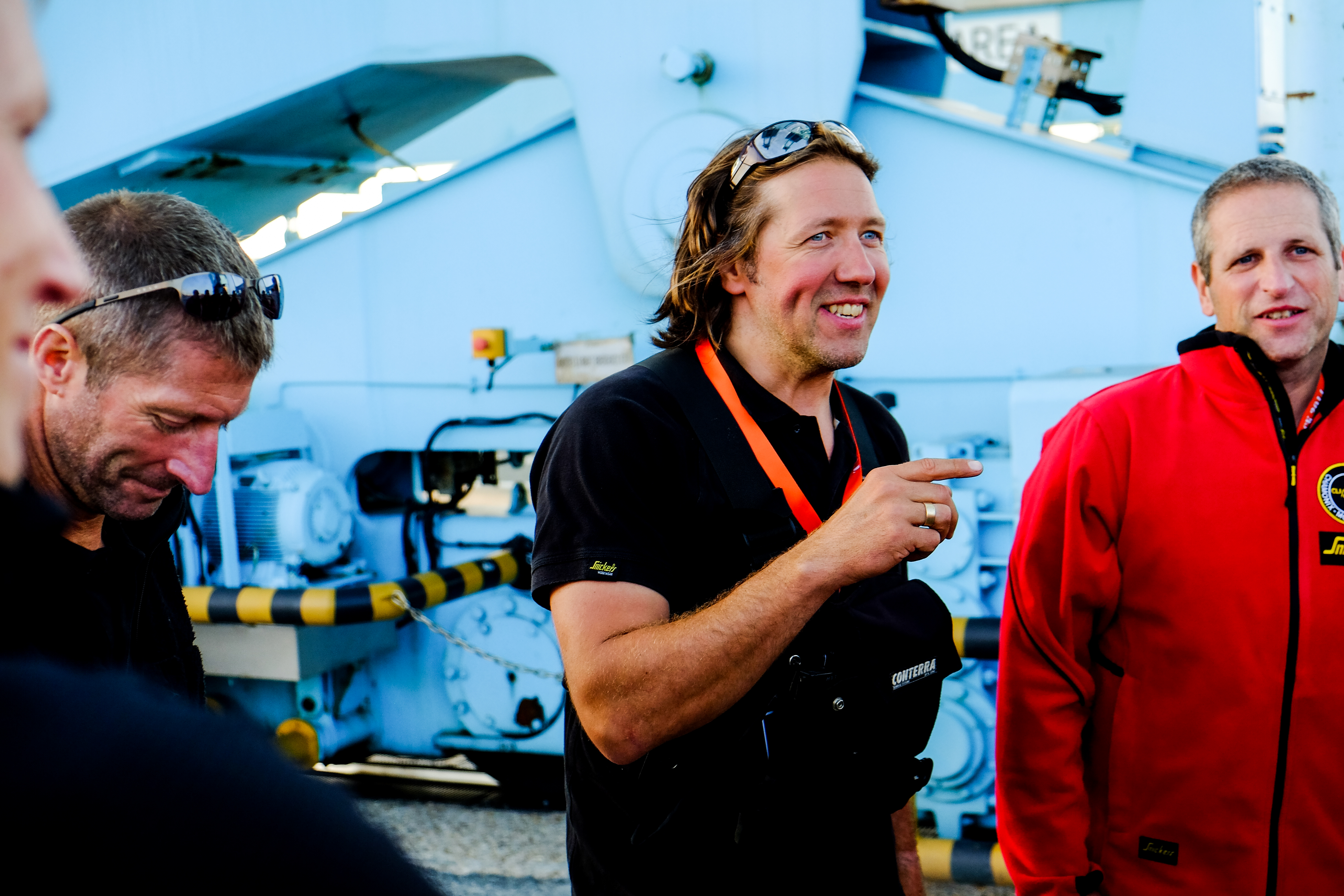

Bjorn Vandewege (1972, Gent) is een Belgische bergbeklimmer en expeditieleider bij Climbing Managers. Hij bereikte in 2007 de top van de Mount Everest en werd in 2010 de 5e Belg die de Seven Summits  (hoogste bergen van elk continent) trotseerde.

## Biografie
Bjorn Vandewege studeerde economie aan de Universiteit Gent die hij voltooide in 1995. Na zijn studie werkte hij 6 jaar lang als zelfstandig event- en projectleider.
In 2001 startte hij zowel zijn klimparcours als zijn managementcarrière. In 2007 bereikte hij de top van de Mount Everest en vanaf dat jaar werd Vandewege gecontacteerd om te praten over zijn klimparcours door verschillende on en - offline platformen zoals Radio 1, kranten en blogs.

## Beklimmingen
- 2001 - Kilimanjaro 5895 meter, hoogste top van Afrika beklommen met Steven van Poecke
- 2002 - Aconcagua 6962 meter, hoogste top van Zuid-Amerika solo beklommen met voorbereiding Stein Tant
- 2003 - Denali (Mount McKinley) 6194 meter, hoogste top van Noord-Amerika beklommen met Stef Maginelle
- 2005 - Mount Vinson 4892 meter, hoogste top van Antarctica beklommen met Magali Geens (= eerste Belgische vrouw op de Mount Vinson)
- 2007 - Mount Everest 8848 meter, hoogste top van de wereld in Azië in de Himalaya op de grens tussen Nepal en Tibet beklommen met Stef Maginelle en Stein Tant
- 2009 - Elbroes 5642 meter, hoogste top van Europa in Rusland beklommen met Magali Geens
- 2010 - Carstenszpiramide 4884 meter, hoogste top van Oceanië beklommen met Wilco van Rooijen

## Overige expedities
- 2014 - Mont Blanc 4808 meter, hoogste top van de Alpen beklommen met Gella Vandecaveye en Pascale Van Damme (niet succesvol)
- 2015 - Makalu 5485 meter, beklommen met Sofie Lenaerts, Rudy Van Snick, Stef Maginelle en Pascale Van Damme (niet succesvol)
- 2018 - Mount Stanley 5109 meter, hoogste top van Congo-Kinshasa en Oeganda beklommen met Karel Van Eetvelt
- 2018 - Alaska met Gella Vandecaveye
- 2019 - Ausangate trekking, Trias Trail 2019 in Peru beklommen met Els Callens
- 2019 - Kirigistan, paardentrektocht met Jan De Smet van Decospan, sponsor van Decospan Volley Team